# Dinarmus

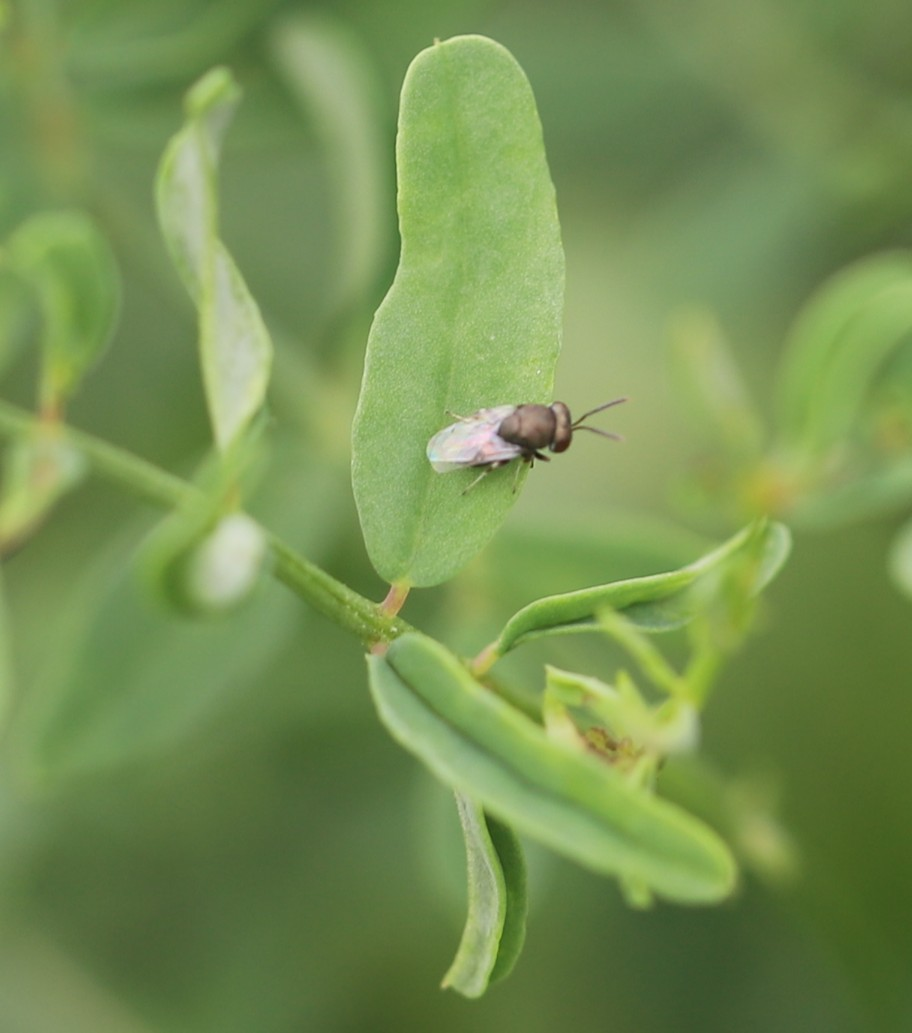
Dinarmus sp. ♂ Mitte September an Bunter Kronwicke

Dinarmus ist eine Hautflüglergattung in der Familie Pteromalidae. Das Taxon geht auf den schwedischen Entomologen Carl Gustaf Thomson im Jahr 1878 zurück. Typusart ist Dimachus acutus Thomson, 1878. Die Gattung Dinarmus wird der Tribus Pteromalini innerhalb der Unterfamilie Pteromalinae zugeordnet.

## Merkmale
Die Erzwespen sind meist 2–4 mm lang.

## Verbreitung
Die Gattung ist annähernd weltweit verbreitet (subkosmopolitisch).

## Lebensweise
Die Vertreter der Gattung Dinarmus sind Parasitoide von Samenkäfern (Bruchinae). Einige Arten werden zur biologischen Schädlingsbekämpfung eingesetzt. Dinarmus basalis, auch als „Bohnenkäfer-Erzwespe“ bekannt, wird gemeinsam mit anderen Hautflüglern als „Nützling“ gegen Vorratsschädlinge kommerziell vertrieben.

## Systematik
Die Gattung umfasst etwa 20 Arten.
- Dinarmus acutus (Thomson, 1878)
- Dinarmus altifrons (Walker, 1862)
- Dinarmus basalis (Rondani, 1877)
- Dinarmus colemani (Crawford, 1913)
- Dinarmus garouae (Risbec, 1956)
- Dinarmus italicus (Masi, 1922)
- Dinarmus ivorensis Rasplus, 1986
- Dinarmus lamtoensis Rasplus, 1989
- Dinarmus latialis (Masi, 1924)
- Dinarmus maculatus (Masi, 1924)
- Dinarmus magnus (Rohwer, 1934)
- Dinarmus major (Masi, 1924)
- Dinarmus parvula (Masi, 1922)
- Dinarmus schwenkei (Roomi, Khan & Khan, 1973)
- Dinarmus simus (Girault, 1915)
- Dinarmus steffani Rasplus, 1986
- Dinarmus vagabundus (Timberlake, 1926)
- Dinarmus yagouae (Risbec, 1956)